# Ctenocella flagellum
Ctenocella flagellum är en korallart som först beskrevs av Johnson 1863.  Ctenocella flagellum ingår i släktet Ctenocella och familjen Ellisellidae. Inga underarter finns listade i Catalogue of Life.